# Bombylius walkeri
Bombylius walkeri är en tvåvingeart som beskrevs av Neal L. Evenhuis 1978. Bombylius walkeri ingår i släktet Bombylius och familjen svävflugor.
Artens utbredningsområde är Western Australia. Inga underarter finns listade i Catalogue of Life.